# لاتري سان كوينتين
لاتري سان كوينتين (بالفرنسية: Lattre-Saint-Quentin)‏ هي بلدية تقع في إقليم باد كاليه من منطقة نور با دو كاليه في شمال فرنسا. تبلغ مساحة هذه المدينة 7.63 (كم²)، وترتفع عن سطح البحر 125 م، يبلغ عدد سكانها 227 نسمة حسب إحصاء المعهد الوطني للإحصاء والدراسات الاقتصادية سنة 2009 م. وترأس Bernard Têtu البلدية خلال فترة (2008-2014).